# アルミランテ・リンチ級駆逐艦
アルミランテ・リンチ級駆逐艦（Almirante Lynch class destroyer）は、チリ海軍が第一次世界大戦前に建造した駆逐艦。なお、本級のネームシップの艦名は太平洋戦争での英雄、パトリシオ・リンチ提督（Admiral Patricio Lynch）に因む。
6隻が建造されたが、そのうち第一次世界大戦勃発時点でチリに引き渡されていなかった4隻はイギリス海軍が購入し、フォークナー級嚮導駆逐艦（Faulknor-class flotilla leader）として運用した。ユトランド沖海戦において1隻が撃沈されたものの、残る3隻は大戦終結後の1920年にチリ海軍に返還された。

## 概要

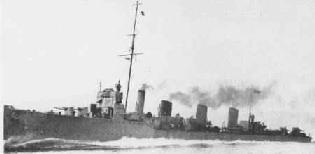
イギリス駆逐艦「ブルック（HMS Brooke）」

アルミランテ・リンチ級駆逐艦は第一次世界大戦の直前にチリ海軍より発注を受けたイギリスで建造された艦級である。旧来からチリ海軍はイギリスの重要な顧客で、本級も1911年に6隻をJ.サミュエル・ホワイトに建造依頼された。本級の設計は同時期のイギリス海軍の駆逐艦に比べてきわめて大型であり、J.サミュエル・ホワイトによる独自の設計であった。外見の特徴として四本煙突があり、1番煙突のみ細く長いもので、2番～4番煙突はそれより短いが太い特色のある煙突配置であった。
本級の武装は10.2cm砲が1～2門の時代に10.2cm砲を6門も装備する強力な砲撃力を持っていた事に特色がある。艦首甲板に並列で10.2cm単装速射砲を2基2門、艦橋の両脇に1基ずつ計2基2門、そして後部甲板上に後ろ向きに並列2基2門を装備していた。この配置により前方方向に10.2cm砲4門、後方に2門が指向ができ、火力的には一昔前の防護巡洋艦に劣らない大火力であった。魚雷発射管は2番・3番煙突と3番・4番煙突の間に53.3cm連装魚雷発射管を1基ずつ配置し左右4門を指向出来た。
なお、イギリス海軍に購入された4隻は英国海軍式の武装が載せられ、12cm単装速射砲2基を艦首と艦尾に1門ずつ配置し、10.2cm砲2基を左右舷側に1基ずつ配置するイギリス海軍での常識的な配置とされた。魚雷発射管が先の2隻を同じだがボウタのみ単装魚雷発射管を4基装備していた。
本級6隻のうち2隻は第一次世界大戦前にチリ海軍に売却され1945年に除籍されるまでチリ海軍で運用された。しかし、残りの4隻は1914年にイギリス海軍により購入され、既存の駆逐艦を率いる嚮導駆逐艦として第一次世界大戦の間にイギリス海軍で使用された。同大戦中1隻が失われたが、残りの3隻は1920年にチリ海軍に返却された。しかし、大戦で著しく消耗した機関や老朽化した船体は先の2隻よりも先の1933年に廃棄された。

## 同型艦
- アルミランテ・リンチ（Almirante Lynch）

1912年起工、1913年竣工、1945年除籍。
- アルミランテ・コンデル（Almirante Condell）

1912年起工、1913年竣工、1945年除籍。
- アルミランテ・リベロス（Almirante Riveros）

「アルミランテ・シンプソン（Almirante Simpson）」として起工、1914年イギリス海軍が「ファークナー（HMS Faulknor）」として購入、1920年にチリ海軍が再購入し「アルミランテ・リベロス」と命名し就役、1933年に除籍。
- アルミランテ・ウリーベ（Almirante Uribe）

「アルミランテ・ゴニ（Almirante Goni）」として起工、1914年イギリス海軍が「ブルック（HMS Brooke）」として購入、1920年にチリ海軍が再購入し「アルミランテ・ウリーベ」と命名し就役、1933年に除籍。
- アルミランテ・ウィリアムズ（Almirante Williams）

「アルミランテ・ウィリアムズ（Almirante Williams）」として起工、1914年イギリス海軍が「ボウタ（HMS Botha）」として購入、1920年にチリ海軍が再購入し旧名に服して就役、1933年に除籍。
- ラ・ペルーズ（Almirante Riveros）

「アルミランテ・リベロス」として起工、1914年イギリス海軍が「ティペラリー（HMS Tipperary）」として購入、1916年のユトランド沖海戦時に撃沈された。

## 参考図書
- 「Conway All The World's Fightingships 1906–1921」（Conway）
- 「Jane's Fighting Ships Of World War I」（Jane）